# Born This Way
Born This Way là album phòng thu thứ hai của nữ ca sĩ-nhạc sĩ người Mỹ Lady Gaga. Album đã được hãng thu âm Interscope Records ra mắt trên toàn thế giới vào ngày 23 tháng 5 năm 2011. "Born This Way" lấy cảm hứng từ một loạt các đề tài về xã hội hiện đại, một số bài hát trong album có đề cập đến các vấn đề nhạy cảm như sự tự do, thái độ, cái chết, chính trị, mối quan hệ, tiệc tùng, tưởng tượng, tình dục, thời trang và tôn giáo. Về phần âm nhạc, album được đánh giá rất cao, chịu ảnh hưởng từ nền nhạc pop đương đại những năm 1980 - 1990 nhưng cũng tạo dựng được chú ý đáng kể của giới chuyên môn do Gaga biết kết hợp nhiều thể loại âm nhạc khác nhau trong từng bản nhạc, bao gồm cả việc sử dụng những dòng nhạc khó chơi như heavy metal, opera và jazz.
Born This Way phần lớn chủ yếu được sản xuất bởi Lady Gaga, Fernando Garibay, RedOne, Jeppe Laursen, DJ White Shadow và một số những người khác. Nguồn gốc đầu tiên của album ra đời vào đầu năm 2010, đồng thời trong khoảng thời gian này, tiêu đề được Lady Gaga tiết lộ vào tháng 9 tại lễ trao giải MTV Video Music Awards sau khi cô giành chiến thắng hạng mục Video của năm dành cho ca khúc "Bad Romance". Tất cả buổi thu âm cho album đều diễn ra tại những phòng ghi âm khác nhau trên toàn thế giới. Đến ngày 17 tháng 5 năm 2011, toàn bộ bài hát của "Born This Way" được dự đoán là phiên bản chuẩn sẽ phát hành vào thứ hai tuần tới đã bị rò rỉ trực tuyến trên mạng. Tất cả các ca khúc trong danh sách này sau đó được xem xét lại và bị xóa bỏ ngay do vi phạm bản quyền bởi Jody Rosen - một chuyên gia phê bình âm nhạc của Rolling Stone
Album hầu hết đều nhận được những phản ứng tích cực từ phía các nhà phê bình và giới dư luận, phần lớn họ khen ngợi giọng hát rất hay của Gaga và phong cách âm nhạc biến chuyển mỗi lúc một khác nhau trong album. Hai đĩa đơn đầu tiên của album lần lượt mang tên "Born This Way" và "Judas" trở thành bản nhạc phổ biến trên toàn thế giới, với thành tích đứng đầu bảng xếp hạng tại hơn 20 quốc gia trong đó có Billboard Hot 100 tại Hoa Kỳ, đồng thời "Born This Way" cũng là bài hát bán chạy nhất trong lịch sử hoạt động của iTunes, ca khúc đã tiêu thụ được hơn một triệu bản trên toàn thế giới chỉ trong năm ngày đầu tiên phát hành. "Judas" đứng đầu bảng xếp hạng Gaon Chart tại Hàn Quốc và nằm trong tốp mười ở một số nước. Sau đó là sự xuất hiện của đĩa đơn thứ ba - "Edge of Glory" và "Hair" - một đĩa đơn quảng cáo tạo tiếng vang cho album.
Ngay từ tuần đầu tiên phát hành, Born This Way đã giúp Lady Gaga không những thu về bạc triệu mà còn lập kỉ lục đứng đầu bảng xếp hạng ở 27 quốc gia. Album ra mắt ở vị trí số một trên Billboard 200 với doanh số trong tuần đầu tiên bán hàng là 1.110.000 bản tại Hoa Kỳ do sự trợ giúp của Amazon - trang web mua bán sản phẩm trực tuyến này đã quyết định bán phá giá phiên bản tải nhạc số album "Born This Way" xuống còn 0,99US$ chỉ hai ngày trong tuần đầu tiên phát hành, đóng góp tới 40% tổng doanh số tải nhạc có trả phí. Đến nay, album đã bán được hơn hai triệu bản tại Mỹ, và ước tính hơn 5 triệu bản toàn thế giới.

## Bối cảnh và phát triển
Cuối tháng 3 năm 2010, Lady Gaga tiết lộ với giới truyền thông rằng cô sẽ bắt đầu làm việc với một chất liệu âm nhạc hoàn toàn mới - Born This Way. Gaga cũng nói thêm rằng cô đã "viết hoàn chỉnh những phần cốt lõi". Chỉ trong vòng ba tháng sau, Gaga đã hoàn thành xong album. Trong một cuộc phỏng vấn cho tạp chí âm nhạc Rolling Stone, cô chia sẻ: "Mọi chuyện diễn ra quá nhanh. Tôi chỉ mất vài tháng để thực hiện album này và tôi cảm thấy bây giờ mọi việc đã hoàn thành. Có những nghệ sĩ phải mất hàng năm mới hoàn thành được một album. Nhưng tôi không phải là người như thế, tôi viết những bản nhạc mới mỗi ngày."
Trong quý cuối của năm 2010, Troy Carter - quản lý của Lady Gaga và cộng tác viên/nhà sản xuất RedOne đã đưa ra những ý kiến cá nhân với album này . Carter giải thích rằng họ mới bắt đầu làm album, ông nói: "Chúng tôi rất háo hức với (Born This Way). Chúng tôi đang bắt đầu suy nghĩ một chút về mọi người, và cô ấy đã làm một việc khó tin, một sự thật đáng kinh ngạc. Các bạn biết đó, tôi không đi từ một quan điểm kinh doanh nào cả, tôi chỉ giúp cô ấy sáng tạo hơn thôi. Bởi vì thật sự mà nói, chúng tôi đã xây dựng những thiết bị cần thiết để phát huy hết sức sáng tạo của cô ấy và nhiệm vụ đó được xây dựng với sự độc đáo của Lady Gaga..." . RedOne bổ sung thêm: "Tôi nghĩ đây là album mang tính tự do hơn của cô ấy. Gaga đã tạo ra nó vô cùng cầu kỳ để có thể đề cập đến... Born This Way thật sự quá tuyệt vời để tôi nói về nó."

## Nội dung và hình ảnh minh họa
Lady Gaga chia sẻ với người hâm mộ về Born This Way
Trong một buổi hòa nhạc vào ngày 26 tháng 11 tại Gdańsk, Ba Lan, Lady Gaga công bố album sẽ có đến 20 ca khúc và hứa sẽ biến nó trở thành album của cả thập kỷ. Cô cũng nói thêm rằng Born This Way đã hoàn tất chỉn chu và mang đầy đủ tính chất của nhạc dance sôi động, mạnh mẽ . Đồng thời, Gaga còn giải thích thêm album sẽ giống như "những đứa trẻ hư đi nhà thờ, nô đùa giỡn hớt ở mức cao nhất" . Điều này được Lady Gaga khẳng định trực tiếp trong một cuộc phỏng vấn với tạp chí Vogue, cô cho biết rằng trong album Born This Way sẽ có đến mười bảy ca khúc mới toanh, mười bốn bản nhạc trong số đó sẽ được chọn lọc kĩ càng để xuất hiện trong phiên bản tiêu chuẩn, ba bài hát còn lại sẽ được phát hành độc quyền trên một phiên bản cao cấp của album do hãng Target đảm nhận. Nhưng đến ngày 9 tháng 3, một nguồn tin chính xác thông báo lại rằng Gaga đã kết thúc mối quan hệ đối tác của mình với Target vì lý do công ty này quyên góp tiền cho một tổ chức chống cộng đồng người đồng tính.
Trong một cuộc phỏng vấn với BBC News, Lady Gaga đã chia sẻ thêm không ít thông tin thú vị về Born This Way: "Album là một sự kết hợp hài hòa giữa nhạc điện tử với những điệu trưởng mang tính chất anh hùng ca, thậm chí tôi còn dám nói, cả những giai điệu của metal, rock & roll, pop và dance hạng nặng. Born This Way đã hoàn tất, chỉ còn chờ thời điểm chín muồi. Nó giống như là bệ trụ hoạt động chính của album. Bố tôi đã phẫu thuật tim xong và tự mình may lại lần nữa. Tôi nghĩ rằng lời bài hát của Born This Way sẽ thơ mộng hơn những album trước. Born This Way thực sự được viết bởi các fan, họ thực sự đã sáng tác những ca khúc bởi hằng đêm họ đều truyền cảm hứng và kỳ vọng rất nhiều vào tôi. Vì thế tôi sẽ viết nó cho họ. Born This Way hoàn toàn nói về cuộc đời của những Quái Vật Nhỏ (Little Monsters) và tôi - Quái Vật Mẹ (Mother Monster)."
Đến ngày 17 tháng 4 năm 2011, Lady Gaga đã viết một đoạn tweet và cho đăng tải lên bìa bức ảnh nghệ thuật của album Born This Way, trong hình thể hiện rõ đầu Gaga hợp nhất với một chiếc xe máy. Tên của cô không xuất hiện trên bìa album, chỉ có một dòng chữ duy nhất là tên của album nằm phía trên bìa ảnh. Bức hình trên phần lớn đều bị phản đối và nhận vô số những phản ứng tiêu cực từ một số nhà phê bình và người hâm mộ. Sean Michaels của nhật báo The Guardian cho biết ý kiến của ông về bìa album: "... nó trông giống như một công việc chỉnh photoshop quá rẻ tiền so với một album được mong đợi nhất của năm". Sau đó, ông nhận xét: "Đã qua rồi cái thời tương lai của kính mát, những kiểu tóc không đối xứng, thậm chí vừa xuất hiện một Gaga mới được mọi người chào mừng với chiếc sừng đầy ma thuật, thay vào đó, một chiếc xe máy đột biến với vòng tay của Gaga và cái đầu của cô ấy, cộng với một phông chữ quá ư là tồi tàn." Ông cũng gửi tin nhắn cho biết một vài ý kiến từ người hâm mộ trên diễn đàn chính thức của Lady Gaga để bày tỏ vấn đề không thích của họ về bức hình. Andrew Martin của tạp chí Prefix Magazine gọi nó là "một lời chối từ bộ phim Terminator cuối cùng". Bìa ảnh cho phiên bản đặc biệt được phát hành cùng ngày, nó chỉ đơn giản là phóng to đầu của Gaga từ trang bìa ấn bản tiêu chuẩn. Hai từ "Lady Gaga" và "Born This Way" xuất hiện ở góc trái của trang bìa. Người thiết kế gõ kiểu chữ "Impact", từ "Born This Way" được làm nổi bật với nền trắng, chữ màu đen. Đối với những từ tối thiểu phải có như special và deluxe cũng không xuất hiện ở bất cứ nơi nào trên bìa album vì Gaga bày tỏ tâm sự rằng cô không thích những câu chữ ấy xuất hiện trong tác phẩm của mình.

## Quảng cáo
- Trục trặc khi nghe? Xem hướng dẫn.

Vào ngày 9 tháng 6 năm 2010, Lady Gaga đã trình diễn một bài hát mới với tựa đề "Yoü and I" trong chương trình Today Show của Toyota Concert Series. Cô nói rằng ca khúc nằm trong album mới và "có giai điệu khác lạ hơn cả album". Một lần nữa "Yoü and I" được Gaga thêm vào danh sách biểu diễn bài hát trong chuyến lưu diễn The Monster Ball Tour, nhưng cô lại nói toàn bộ album không mang chút gì giống với ca khúc này. Album được dự kiến sẽ là "khúc thánh ca cho thế hệ (của cô ấy) trong thập kỷ mới". Hai tháng sau, tại lễ trao giải MTV Video Music Awards vào năm 2010 sau khi chiến thắng hạng mục quan trọng là Video của năm (dành cho "Bad Romance"), Gaga tuyên bố rằng nếu đoạt giải, cô sẽ công bố tựa đề của album mới. Đồng thời Gaga cũng bắt đầu hát một câu trích từ ca khúc "Born This Way". Lời bài hát như sau: "I'm beautiful in my way, 'cause God makes no mistakes; I'm on the right track, baby, I was born this way. (Tạm dịch: Tôi đẹp theo cách của riêng mình. Bởi Chúa không phạm một sai lầm nào cả. Tôi sẽ bước đi trên con đường của riêng tôi. Bạn yêu hỡi tôi đã được sinh ra như thế này.)"
Đến ngày 15 tháng 12 năm 2010, Gaga chia sẻ vài lời trên Twitter rằng cô sẽ tiết lộ một thông tin thú vị về Born This Way vào đúng đêm giao thừa - ngày 1 tháng 1 năm 2011, đồng thời trang Twitter của SHOWstudio.com cũng thông báo những hình ảnh mới của Gaga sẽ do nhiếp ảnh gia Nick Knight thực hiện . Bức ảnh phát hành trên album là một hình trắng đen "cô ấy sẽ khỏa thân từ lưng trở xuống, với mái tóc thổi bồng bềnh, và một chiếc áo vet tông khỏe khoắn có in trên đó tiêu đề album được trang trí thành những hàng chữ nạm ngọc lấp lánh"
Lady Gaga là đạo diễn âm nhạc trong buổi biểu diễn thời trang Paris của nhà thiết kế nổi tiếng Thierry Mugler vào giữa tháng 1 năm 2011. Tại đây, cô đã cho mọi người nghe thử trước phiên bản phối lại của một bài hát xuất hiện trong Born This Way - "Scheiße" (một từ của tiếng Đức; tiếng Anh: shit, tiếng Việt: Chết tiệt), "bắt đầu với những đoạn Gaga hát lặp lại bằng tiếng nước ngoài và những nhịp danceclub mạnh mẽ". Đến ngày 27 tháng 1 năm 2011, lời bài hát hoàn chỉnh của ca khúc Born This Way được phát hành thông qua Internet trên trang twitter
chính thức của Lady Gaga. Gaga cũng giải thích tại sao các Tiểu Quái (little monsters) sẽ phải chờ đợi cho đến khi album "Born This Way" mới được phát hành đến tận ngày 23 tháng 5: "Tôi ước gì nó được phát hành vào tháng 3! Nhưng các bạn biết đó, tôi thật sự muốn dành thời gian để hoàn thành album kỹ lưỡng hơn và làm tất cả các hoạt động để quảng bá nó trên các show truyền hình". Gaga còn xác nhận thêm thông tin qua một cuộc gọi đến Ellen DeGeneres rằng cô sẽ biểu diễn Born This Way vào lễ trao giải Grammy . Tên gọi năm bài hát xuất hiện trong album được Gaga tiết lộ với tạp chí Vogue của Mỹ trong số ra tháng 3 năm 2011. Cũng trong khoảng thời gian này, Gaga là đạo diễn âm nhạc tại một show diễn thời trang khác của Mugler ở Paris, cô tiếp tục công bố một phiên bản nghe trước của "Government Hooker" và mô tả bản nhạc này mang tính chất "nhịp đập mạnh mẽ của nhạc nhảy, giọng hát cao theo kiểu opera cổ điển và ẩn trong mình một trạng thái thôi miên rung động ".

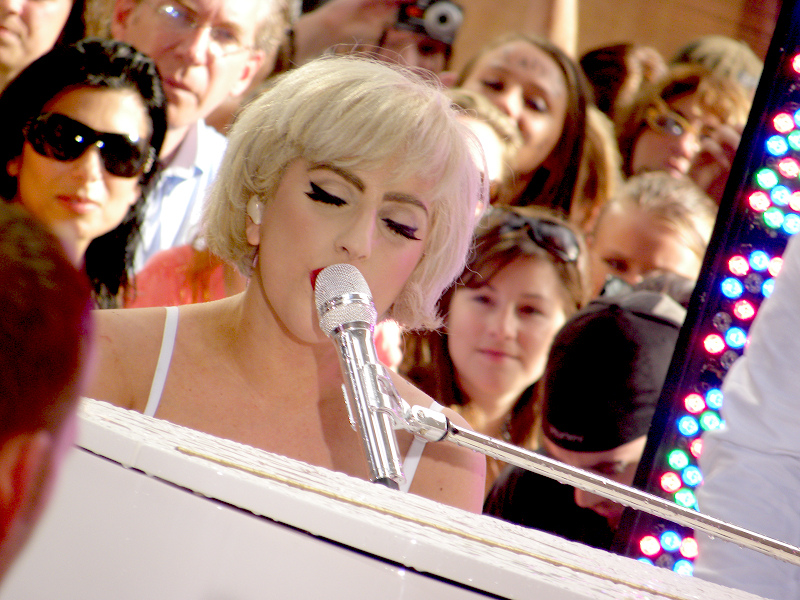
Gaga biểu diễn "Yoü and I" trong chương trình Today.

Màn quảng cáo cho album Born This Way được Lady Gaga biểu diễn trực tiếp tại lễ trao giải Grammy lần thứ 53 vào ngày 13 tháng 2 ở Los Angeles, tại đây cô đã trình diễn ca khúc chủ đề cùng tên với album. Trước khi biểu diễn, Gaga gây được sự chú ý của giới dư luận khi cô nằm bên trong một quả trứng, lúc bước ra khỏi sân khấu, mọi người mới tận mắt chứng kiến cô mặc một bộ đồ màu da cùng với những chiếc sừng lồi lõm đáng chú ý trên khuôn mặt và bờ vai. Cuối buổi diễn, Gaga bắt đầu chơi đàn organ trước khi hát đoạn nhạc cuối của bài Born This Way.
"Americano" - một trong những bài hát trích từ album "Born This Way", được Lady Gaga trình diễn trực tiếp tại Guadalajara, México trong chuyến lưu diễn The Monster Ball Tour vào ngày 3 tháng 5 năm 2011. Cô chơi ca khúc trên tiếng đàn piano và bắt đầu cất tiếng hát dưới những màn cổ vũ nhiệt tình của người hâm mộ. "Hair" được phát hành dưới dạng một đĩa đơn quảng cáo dọn đường cho album ra mắt vào ngày 16 tháng 5 năm 2011.
"Marry the Night" được phát hành trên Internet làm nhạc nền cho trò chơi Farmville vào ngày 17 tháng 5, tiếp theo là "Electric Chapel" ngày 18 tháng 5 và "Fashion of His Love" vào ngày 19 tháng 5. Cũng trong ngày 25 tháng 5, Gaga đã trình diễn trực tiếp "Judas" trong đêm chung kết mùa giải thứ 10 của American Idol. Bản phối lại của bài hát này được DJ White Shadow thực hiện đã hiện diện trên Farmville cũng tương tự như "Government Hooker", "Americano", "Scheiße", "Bad Kids", "Yoü and I", "Born This Way" (do Jost & Naaf phối lại) và có thể được xem trực tiếp trực tuyến vào khoảng thời gian từ ngày 20 đến ngày 23 tháng 5 năm 2011.
Tại một số nước, "Born This Way" ra mắt vào ngày 18 tháng 5 năm 2011 trên dịch vụ âm nhạc trực tuyến của Thụy Điển, Na Uy, Hà Lan, Phần Lan và Tây Ban Nha cũng như trên Metro.Co.Uk tại Vương quốc Anh. Album được phát hành trên toàn thế giới vào ngày 23 tháng 5 năm 2011. Nhà mạng bán lẻ trực tuyến Amazon.com cung cấp toàn bộ phiên bản tiêu chuẩn của album chỉ vỏn vẹn có 0.99 đô la Mỹ vào ngày phát hành nhằm thúc đẩy sự phát triển và thu hút mối quan tâm của khách hàng đến dịch vụ lưu trữ âm nhạc kỹ thuật số Cloud Drive.

### Đĩa đơn
"Born This Way" được phát hành làm đĩa đơn mở đầu cho album vào ngày 11 tháng 2 năm 2011. Bài hát do Lady Gaga và Jeppe Laursen sáng tác, trợ giúp với họ trong quá trình sản xuất còn có hai cộng sự quen thuộc là Fernando Garibay và DJ White Shadow. Video âm nhạc minh họa cho ca khúc được quay vào cuối tuần trong khoảng thời gian từ ngày 22 đến ngày 24 tháng 1 năm 2011. "Born This Way" trở thành đĩa đơn quán quân thứ ba của Lady Gaga tại Hoa Kỳ và dẫn đầu bảng xếp hạng này ngay từ khi được phát hành. Bài hát lập kỉ lục phá vỡ thông số bán hàng tải kỹ thuật số có trả phí trên mạng theo công bố của Billboard vào ngày 16 tháng 2 năm 2011, đồng thời ca khúc cũng trở thành đĩa đơn quán quân thứ 1.000 trong lịch sử bảng xếp hạng. Ngoài thành công tại thị trường Mỹ, bài hát cũng thành công trên toàn thế giới, lọt vào tốp năm ở 23 quốc gia và 20 trong số đó là nơi ca khúc đạt vị trí quán quân.
"Judas" được Gaga xác nhận là đĩa đơn thứ hai trong chương trình đài phát thanh của Ryan Seacrest - American Top 40 vào ngày 14 tháng 2 năm 2011. Cô cũng thông báo ngày phát hành đĩa đơn sẽ là 19 tháng 4 thông qua một blog video mang tên Transmission Gagavision vào ngày 6 tháng 4 năm 2011. Gaga tiết lộ trong một cuộc phỏng vấn với Google rằng cô sẽ đạo diễn trực tiếp video âm nhạc minh họa cho "Judas" với Laurieann Gibson. Đến ngày 15 tháng 4 năm 2011, "Judas" được gửi đến đài phát thanh và chính thức cho phép tải về sau khi Gaga biết được nó đã bị rò rỉ trên mạng với phiên bản chất lượng rất thấp. Video nhạc được phát hành vào thứ năm ngày 5 tháng 5 năm 2011 lần lượt vào lúc 7h và 11h 30' tối trên Vevo và E! News. "Judas" đứng đầu bảng xếp hạng Gaon Chart tại Hàn Quốc, giành vị trí số mười trên bảng xếp hạng Billboard Hot 100 và lọt vào hàng top ten ở một số quốc gia khác.
"The Edge of Glory" được phát hành vào ngày 9 tháng 5 năm 2011, nguyên gốc chỉ với vai trò làm đĩa đơn quảng bá trên iTunes trong "Countdown to Born This Way". Tuy nhiên, do sự thành công của bài hát ở nhiều bảng xếp hạng iTunes trên toàn thế giới nên "The Edge of Glory" đã trở thành đĩa đơn chính thức thứ ba, được phát hành ngày 11 tháng 5 năm 2011. Ca khúc ra mắt trên rất nhiều bảng xếp hạng trong đó có Billboard Hot 100 khi giành được vị trí thứ ba. Bài hát trở thành đĩa đơn thứ mười liên tiếp của Gaga lọt vào top ten tại Hoa Kỳ . Theo sau "The Edge of Glory" là "Hair" - đĩa đơn quảng cáo đầu tiên tạo tiếng vang cho album phát hành ngày 16 tháng 5.

## Nhận xét và phê bình
Born This Way đã nhận được rất nhiều lời nhận xét của các nhà phê bình kể từ khi phát hành, phần lớn những phản ứng phê bình đầu tiên cho album đều rất tích cực. Tại trang bình luận âm nhạc Metacritic, phân cho mỗi nhà phê bình điểm chuẩn là 100 để nhận xét, album nhận được điểm trung bình là 71, dựa trên 26 đánh giá, và chỉ ra "những đánh giá trên nói chung đều tích cực". Dan Martin của NME tặng cho Born This Way những nhận xét tích cực, ông nêu rõ: "Gaga không cần biết khi nào nên kìm nén lại - và đó là một điều quá tuyệt vời". Theo Martin, Born This Way là sự chuyển hướng từ bộ đôi album trước đó của Gaga và đây chính là một sự phản ánh hiện thực từ chính những người hâm mộ của cô ấy. "Cứ như Gaga đang nóng dần lên (ít nhất là trong cái đầu của cô ấy) cùng với những fan hâm mộ để tạo ra một thực thể lập dị, cô ấy muốn gắn kết mọi thứ thật tự nhiên bằng những nhạc cụ điện tử giống tạo nên một chiếc tàu chiến đầy quyền năng. Phần lớn ca khúc trong album cho thấy đây là một dòng lũ chảy xiết của thể loại heavy metal pop. Ít nhất đây cũng là một thắng lợi trong việc kết hợp các âm thanh điện tử." Hàng loạt chương trình quảng cáo cường điệu trước đó và việc Gaga đẩy mạnh những ranh giới âm nhạc trong album đều bị phê bình, nhưng album "đã thành công... với những sắc màu bay bổng, chúng đã đẩy ranh giới của âm nhạc đến mức độ tận cùng". Slant Magazine đưa ra những nhận xét tích cực cho Born This Way, và nói "Không có thứ gì tầm thường trong album này cả, và Gaga đều hát rất tuyệt trong mọi ca khúc. Về nhiều mặt, Born This Way giống với những nỗ lực của The Killers, Sam's Town: kiêu ngạo, tự cao tự đại, hãnh diện vì là một người Mỹ, cách sử dụng thật vượt quá mong đợi" và kết luận với cảm nghĩ rằng "Gaga thực sự đang trên bến bờ của vinh quang, dẫu cho cô ấy chưa thực sự ở đó, nhưng nó rất thú vị, nếu điên đúng thời điểm, chúng ta hãy chờ đợi xem những cố gắng tận tụy của cô ấy nào". BBC Music cũng đưa ra những nhận xét tích cực cho album, gọi đó là "một kỷ lục kỳ diệu" và khen ngợi Gaga vì "thực sự đã đặt chút nỗ lực và trí tưởng tượng của mình cho nền nhạc pop." PopJustice tặng cho Born This Way 9 trên 10 sao, miêu tả đó là một album "vượt quá mong đợi" và liệt kê "Hair," "Scheiße," "Bloody Mary," và "The Edge of Glory" là những ca khúc hay nhất trong album. Rolling Stone khen ngợi giọng hát của Gaga và phong cách âm nhạc trong album, tờ tạp chí này bày tỏ: "Không có những khoảnh khắc tinh tế trong album, nhưng thậm chí với những điều hấp dẫn nhất của nó, âm nhạc vẫn tràn đầy các chi tiết thật hiểu biết và cảm động... Gaga càng làm quá hơn, thì âm nhạc của cô ấy càng chân thật hơn.". Bill Lamb của trang About.com tặng cho album tối đa 5 trên 5 sao, trong bài nhận xét của mình, anh đã khen ngợi sự pha trộn các thể loại và nói: "Cô ấy gắn kết các điệu disco bằng ghita metal một cách tự nhiên thành tất cả mọi ảnh hưởng âm nhạc của chính mình trong một phong cách điên cuồng cùng một lúc" và kết luận rằng "Born This Way bắt đầu và kết thúc gần như hoàn hảo". James Montgomery của MTV cũng khen ngợi album dựa trên các trộn lẫn âm điệu điện tử của các bài hát và nói: "...ấn tượng ban đầu của tôi như thế này: Born This Way là một album tuyệt vời, vĩ đại không cần giải thích thêm. Nó thật dũng cảm và táo bạo, thậm chí đôi khi còn có một chút ngớ ngẩn nhưng Gaga đã thực hiện rất trọn vẹn...Nó phù hợp cho tất cả mọi người". Spin đưa ra nhận xét: "Vượt qua giới hạn quá mức chính là ván bài âm nhạc mạo hiểm nhất cả Gaga, nhưng đồng thời nó cũng là vũ khí mạnh nhất của cô ấy, và Born This Way không ngừng giáng những đòn trọng tâm vào khoái cảm của người nghe", sau đó ông kết luận quan điểm của mình về album: "Cô ấy đang tạo ra những lý lẽ thuyết phục để tiến triển thành một ngôi sao nhạc pop sáng chói và kỳ quái nhất của chúng ta". Adam Markovitz của Entertainment Weekly tìm thấy trong album: "những chân lý rất bổ ích, nhưng cực kỳ không đồng đều" và thêm rằng "Nếu Gaga không tìm thấy một bản nhạc hit độc lập tương tự như "Bad Romance", album vẫn cho thấy kiến thức âm nhạc được mở rộng càng chứng tỏ được tài năng của cô ấy ". Mặc dù ông chỉ trích Gaga: "để những kĩ năng của một nhạc sĩ sáng tác lướt qua vô cùng yếu ớt", Biên tập viên Stephen Thomas Erlewine của Allmusic đã tặng cho album ba sao rưỡi trên tổng dố năm sao và khen ngợi khả năng sáng tác của Gaga là "sự nhạy cảm" và "sự khéo léo đáng kể trong việc truyền tải những điều cơ bản".
Bên cạnh đó, Greg Kot của tờ báo Chicago Tribune viết: "Born This Way thể hiện một cảm giác thật vội vã - từ việc đi theo đúng mốt, bìa ảnh nghệ thuật của album sử dụng chương trình chỉnh sửa photoshop mang nhịp điệu âm nhạc quá nhanh. Đó là âm thanh của một nghệ sĩ nổi tiếng chạy nước rút để làm hài lòng tất cả mọi người ở mọi thời đại". Los Angeles Times nhận xét: "Cô ấy trò chuyện với tất cả mọi người, có vẻ như, ngoại trừ những người hâm mộ của sự sáng tạo nghệ thuật. Hãy nói những gì bạn muốn về Lady Gaga, nhưng sự tinh tế không phải là một trong những điểm nhấn mạnh của cô ấy, và cũng không phải là tính phiêu lưu trong âm. Sự thiếu tế nhị của cô ấy trong thông điệp gửi gắm, sự vụng về trong trang phục, và quan trọng nhất là sự kém tinh tế về thẩm mỹ... Nếu Gaga chỉ dành nhiều thời gian để đẩy ranh giới âm nhạc đến một tầm cao hơn giống như việc cô ấy làm với [giới hạn] xã hội của cô ấy, "Born This Way" sẽ thành công hơn rất nhiều". Chris Richards của The Washington Post thấy album "nhàm chán", ông bày tỏ ý kiến: "Vâng, Born This Way thật đen tối, dày đặc và âm thanh dữ dội một cách đáng ngạc nhiên... nhưng đối với mặt tệ nhất, album nghe như thức ăn thừa được hâm nóng lại của một số nhạc phim từ những năm 1980". The Boston Globe gọi album là "thời điểm làm giảm giá nhất trong nhạc pop năm nay", ông nói rằng album thiếu sự gắn kết và những ca khúc được sáng tác trong "Born This Way" "cảm giác rất mỏng". Rich Juzwiak của The Village Voice nhận xét rằng "cảm xúc theo kiểu chúng-ta-sẽ-vượt-qua" của Gaga được thể hiện hiệu quả hơn thông qua "việc sử dụng bình đẳng nhịp đập nhạc house" trong album hơn là các bài kiểu "hô khẩu hiệu", mà ông thấy là "sáo rỗng" và "không sâu sắc". The Independent tặng cho "Born This Way" ba trên tổng số năm sao, khen ngợi quãng giọng của Gaga, nhưng họ lại chỉ trích sự đa dạng trong album và nói: "khi cô ấy ngày càng trải rộng mạng lưới âm nhạc của mình, thì tính riêng biệt trong nghệ thuật của cô lại càng trở nên ít hơn."  Nhà phê bình Evan Sawdey của PopMatters chỉ đánh giá album năm trên tổng số mười sao và gọi Born This Way là "album kém nhất của cô ấy cho đến hiện giờ", ông nhận xét rằng album "hòa trộn một số phần sáng tác táo bạo với một số chủ đề và nhịp phách lặp đi lặp lại đáng kể".

## Hoạt động thương mại
Theo tạp chí Billboard, album dự kiến sẽ bán được từ 800.000 đến 850.000 bản ở Hoa Kỳ chỉ trong tuần đầu tiên phát hành. Nhưng kết quả lại vượt quá điều mong đợi khi con số tiêu thụ vượt ngưỡng mức 1.108.000 bản, giúp Born This Way vừa mới ra mắt đã leo thẳng lên vị trí số một trên bảng xếp hạng Billboard 200, đây chính là doanh thu một album tuần đầu cao nhất của Lady Gaga cho đến nay, đồng thời điều này cũng giúp Gaga lập kỉ lục khi sở hữu album được tiêu thụ trong tuần đầu nhiều nhất kể từ khi The Massacre của 50 Cent (2005) đã bán được 1.141.000 bản ở bảy ngày đầu tiên. Đây là album thứ 17 ra mắt tại vị trí số một. Gaga là nữ nghệ sĩ thứ năm có con số tiêu thụ hơn một triệu bản trong một tuần, xếp sau Whitney Houston (The Bodyguard Soundtrack, 1992), Britney Spears (Oops!... I Did It Again, 2000), Norah Jones (Feels Like Home, 2004) và Taylor Swift (Speak Now, 2010). Một phần lý do tại sao Born This Way bán đắt như vậy là do trang web mua bán trực tuyến Amazon đã sử dụng chiêu thức phá giá để cạnh tranh với hãng Apple. Album mới của Gaga được trang thương mại này khuyến mãi đặc biệt chỉ vỏn vẹn 0.99 USD (hơn 20000 đồng tiền Việt Nam) trong hai hôm là thứ hai ngày 23 tháng 5, thứ năm ngày 26 tháng 5 và đã bán được 440.000 bản trong tuần đầu, góp phần vào 662.000 bản tải kỹ thuật số, doanh số tiêu thụ lớn nhất trong lịch sử SoundScan. Phương thức tải nhạc số có trả phí của album Born This Way chiếm 60% doanh thu trong tuần đầu. Đồng thời album cũng trở thành đĩa nhạc số thứ tám bán chạy nhất trong lịch sử Hoa Kỳ sau tuần đầu tiên bán hàng. Trước khi ra mắt trên Billboard 200, Born This Way đứng vị trí thứ mười trên bảng xếp hạng Dance/Electronic Albums. Đến tuần sau, album đã nhảy vọt lên vị trí quán quân, kéo The Fame xuống vị trí thứ hai. Album vẫn tiếp tục nắm giữ vị trí đầu bảng xếp hạng Billboard 200 mặc dù doanh số tiêu thụ giảm đến 84%, bán được 174.000 bản. Về phần kỹ thuật số, Born This Way giảm 94% lượt tải, bán được 38.000 bản. Tính đến ngày 8 tháng 6 năm 2011, tổng cộng album đã tiêu thụ được 1.282.000 bản tại Hoa Kỳ.
Album đồng thời cũng ra mắt ở vị trí số một tại Ireland, Thụy Điển và thứ hai tại Phần Lan. Tại Úc, Born This Way tạo nên làn sóng âm nhạc mạnh mẽ khi ra mắt ở vị trí đầu bảng xếp hạng, trở thành album quán quân thứ hai của Gaga (trước đó là EP The Fame Monster) và được Hiệp hội Công nghiệp Thu âm Úc (ARIA) chứng nhận đĩa bạch kim chỉ trong tuần đầu tiên phát hành dành cho lô hàng tiêu thụ hết 70.000 bản. Ở Vương Quốc Anh, album đứng vị trí số một trên bảng xếp hạng UK Albums Chart vào ngày 29 tháng 5 năm 2011, bán được 215.639 bản, trở thành đĩa nhạc có doanh số tiêu thụ cao nhất trong tuần đầu tiên của năm. Cũng trong tuần đó, Born This Way trở thành album bán chạy nhất trong tuần đầu của một nữ nghệ sĩ độc tấu Mỹ kể từ khi Confessions on a Dance Floor của Madonna đã làm được như vậy với doanh số tiêu thụ là 217.610 bản trong năm 2005. Born This Way giành vị trí số một trên bảng xếp hạng New Zealand Albums Chart, trở thành album quán quân thứ hai của Gaga (sau The Fame Monster) và được Hiệp hội Công nghiệp Thu âm New Zealand chứng nhận đĩa bạch kim trong tuần đầu tiên bán hàng. Cũng trong khoảng thời gian này, album đã lập kỉ lục tiêu thụ được 184.000 bản trong tuần đầu tiên phát hành tại Nhật Bản, ra mắt ở vị trí đầu bảng xếp hạng Japanese Albums Chart. Born This Way bán được 2 triệu bản trên toàn thế giới chỉ trong tuần đầu tiên phát hành. Và tính đến cuối tháng 7 năm 2011 thì 'Born This Way' đã cán mức 5 triệu bản trên toàn thế giới.

## Danh sách bài hát
| Phiên bản chuẩn | Phiên bản chuẩn                  | Phiên bản chuẩn                                   | Phiên bản chuẩn                                       | Phiên bản chuẩn |
| STT             | Nhan đề                          | Sáng tác                                          | Sản xuất                                              | Thời lượng      |
| --------------- | -------------------------------- | ------------------------------------------------- | ----------------------------------------------------- | --------------- |
| 1.              | "Marry the Night"                | Lady Gaga, Fernando Garibay                       | Lady Gaga, Garibay                                    | 4:24            |
| 2.              | "Born This Way"                  | Lady Gaga, Jeppe Laursen                          | Lady Gaga, Laursen, Garibay, DJ White Shadow          | 4:20            |
| 3.              | "Government Hooker"              | Lady Gaga, Garibay, DJ White Shadow               | Lady Gaga, DJ White Shadow, Garibay*, DJ Snake*       | 4:14            |
| 4.              | "Judas"                          | Lady Gaga, RedOne                                 | Lady Gaga, RedOne                                     | 4:10            |
| 5.              | "Americano"                      | Lady Gaga, Garibay, DJ White Shadow, Cheche Alara | Lady Gaga, Garibay, DJ White Shadow                   | 4:06            |
| 6.              | "Hair"                           | Lady Gaga, RedOne                                 | Lady Gaga, RedOne                                     | 5:08            |
| 7.              | "Scheiße"                        | Lady Gaga, RedOne                                 | Lady Gaga, RedOne                                     | 3:45            |
| 8.              | "Bloody Mary"                    | Lady Gaga, Garibay, DJ White Shadow               | Lady Gaga, DJ White Shadow, Garibay*, Clinton Sparks* | 4:05            |
| 9.              | "Bad Kids"                       | Lady Gaga, Laursen, Garibay, DJ White Shadow      | Lady Gaga, Laursen, Garibay, DJ White Shadow          | 3:51            |
| 10.             | "Highway Unicorn (Road to Love)" | Lady Gaga, RedOne, Garibay, DJ White Shadow       | Lady Gaga, RedOne, Garibay, DJ White Shadow           | 4:16            |
| 11.             | "Heavy Metal Lover"              | Lady Gaga, Garibay                                | Lady Gaga, Garibay                                    | 4:13            |
| 12.             | "Electric Chapel"                | Lady Gaga, DJ White Shadow                        | Lady Gaga, DJ White Shadow                            | 4:13            |
| 13.             | "Yoü and I"                      | Lady Gaga                                         | Lady Gaga, Robert John "Mutt" Lange                   | 5:07            |
| 14.             | "The Edge of Glory"              | Lady Gaga, Garibay, DJ White Shadow               | Lady Gaga, Garibay                                    | 5:20            |

| Bài hát được thêm vào | Bài hát được thêm vào                                                                     | Bài hát được thêm vào | Bài hát được thêm vào | Bài hát được thêm vào |
| STT                   | Nhan đề                                                                                   | Sáng tác              | Sản xuất              | Thời lượng            |
| --------------------- | ----------------------------------------------------------------------------------------- | --------------------- | --------------------- | --------------------- |
| 15.                   | "Born This Way" (Jost & Naaf phối lại) (Bài hát được thêm vào trong phiên bản quốc tế)    | Lady Gaga, Laursen    | Jost & Naaf           | 5:58                  |
| 16.                   | "Born This Way" (LLG vs. GLG Radio phối lại) (Bài hát được thêm vào trong phiên bản Nhật) | Lady Gaga, Laursen    | Guéna LG              | 3:50                  |

| Bài hát được thêm vào phiên bản iTunes tại Hoa Kỳ | Bài hát được thêm vào phiên bản iTunes tại Hoa Kỳ                                  | Bài hát được thêm vào phiên bản iTunes tại Hoa Kỳ | Bài hát được thêm vào phiên bản iTunes tại Hoa Kỳ | Bài hát được thêm vào phiên bản iTunes tại Hoa Kỳ |
| STT                                               | Nhan đề                                                                            | Sáng tác                                          | Người phối                                        | Thời lượng                                        |
| ------------------------------------------------- | ---------------------------------------------------------------------------------- | ------------------------------------------------- | ------------------------------------------------- | ------------------------------------------------- |
| 15.                                               | "Judas" (Thomas Gold phối lại) (Bài hát được thêm vào phiên bản iTunes tại Hoa Kỳ) | Lady Gaga, RedOne                                 | Gold                                              | 5:32                                              |

### Phiên bản đặc biệt
| Đĩa 1 | Đĩa 1                            | Đĩa 1                                        | Đĩa 1                                           | Đĩa 1      |
| STT   | Nhan đề                          | Sáng tác                                     | Người phối                                      | Thời lượng |
| ----- | -------------------------------- | -------------------------------------------- | ----------------------------------------------- | ---------- |
| 1.    | "Marry the Night"                | Lady Gaga, Garibay                           | Lady Gaga, Garibay                              | 4:24       |
| 2.    | "Born This Way"                  | Lady Gaga, Laursen                           | Lady Gaga, Laursen, Garibay, DJ White Shadow    | 4:20       |
| 3.    | "Government Hooker"              | Lady Gaga, Garibay, DJ White Shadow          | Lady Gaga, DJ White Shadow, Garibay*, DJ Snake* | 4:14       |
| 4.    | "Judas"                          | Lady Gaga, RedOne                            | Lady Gaga, RedOne                               | 4:10       |
| 5.    | "Americano"                      | Lady Gaga, Garibay, DJ White Shadow, Alara   | Lady Gaga, Garibay, DJ White Shadow             | 4:06       |
| 6.    | "Hair"                           | Lady Gaga, RedOne                            | Lady Gaga, RedOne                               | 5:08       |
| 7.    | "Scheiße"                        | Lady Gaga, RedOne                            | Lady Gaga, RedOne                               | 3:45       |
| 8.    | "Bloody Mary"                    | Lady Gaga, Garibay, DJ White Shadow          | Lady Gaga, DJ White Shadow, Garibay*, Sparks*   | 4:05       |
| 9.    | "Black Jesus † Amen Fashion"     | Lady Gaga, DJ White Shadow                   | Lady Gaga, DJ White Shadow                      | 3:36       |
| 10.   | "Bad Kids"                       | Lady Gaga, Laursen, Garibay, DJ White Shadow | Lady Gaga, Laursen, Garibay, DJ White Shadow    | 3:51       |
| 11.   | "Fashion of His Love"            | Lady Gaga, Garibay                           | Lady Gaga, Garibay                              | 3:39       |
| 12.   | "Highway Unicorn (Road to Love)" | Lady Gaga, RedOne, Garibay, DJ White Shadow  | Lady Gaga, RedOne, Garibay, DJ White Shadow     | 4:16       |
| 13.   | "Heavy Metal Lover"              | Lady Gaga, Garibay                           | Lady Gaga, Garibay                              | 4:13       |
| 14.   | "Electric Chapel"                | Lady Gaga, DJ White Shadow                   | Lady Gaga, DJ White Shadow                      | 4:13       |
| 15.   | "The Queen"                      | Lady Gaga, Garibay                           | Lady Gaga, Garibay                              | 5:17       |
| 16.   | "Yoü and I"                      | Lady Gaga                                    | Lady Gaga, Lange                                | 5:07       |
| 17.   | "The Edge of Glory"              | Lady Gaga, Garibay, DJ White Shadow          | Lady Gaga, Garibay                              | 5:20       |

| Đĩa 2 | Đĩa 2                                             | Đĩa 2              | Đĩa 2              | Đĩa 2      |
| STT   | Nhan đề                                           | Sáng tác           | Người phối         | Thời lượng |
| ----- | ------------------------------------------------- | ------------------ | ------------------ | ---------- |
| 1.    | "Born This Way" (Phiên bản nhạc đồng quê)         | Lady Gaga, Laursen | Lady Gaga, Garibay | 4:21       |
| 2.    | "Judas" (DJ White Shadow phối lại)                | Lady Gaga, RedOne  | DJ White Shadow    | 4:07       |
| 3.    | "Marry the Night" (Zedd phối lại)                 | Lady Gaga, Garibay | Zedd               | 4:20       |
| 4.    | "Scheiße" (DJ White Shadow Mugler)                | Lady Gaga, RedOne  | DJ White Shadow    | 9:35       |
| 5.    | "Fashion of His Love" (Fernando Garibay phối lại) | Lady Gaga, Garibay | Garibay            | 3:44       |

| Bài hát được thêm vào | Bài hát được thêm vào                                                                     | Bài hát được thêm vào | Bài hát được thêm vào | Bài hát được thêm vào |
| STT                   | Nhan đề                                                                                   | Sáng tác              | Người phối            | Thời lượng            |
| --------------------- | ----------------------------------------------------------------------------------------- | --------------------- | --------------------- | --------------------- |
| 6.                    | "Born This Way" (Jost & Naaf phối lại) (Bài hát được thêm vào trong phiên bản quốc tế)    | Lady Gaga, Laursen    | Jost & Naaf           | 5:58                  |
| 7.                    | "Born This Way" (LLG vs. GLG Radio phối lại) (Bài hát được thêm vào trong phiên bản Nhật) | Lady Gaga, Laursen    | Guéna LG              | 3:50                  |

| Bài hát được thêm vào phiên bản iTunes tại Hoa Kỳ | Bài hát được thêm vào phiên bản iTunes tại Hoa Kỳ                                  | Bài hát được thêm vào phiên bản iTunes tại Hoa Kỳ | Bài hát được thêm vào phiên bản iTunes tại Hoa Kỳ | Bài hát được thêm vào phiên bản iTunes tại Hoa Kỳ |
| STT                                               | Nhan đề                                                                            | Sáng tác                                          | Người phối                                        | Thời lượng                                        |
| ------------------------------------------------- | ---------------------------------------------------------------------------------- | ------------------------------------------------- | ------------------------------------------------- | ------------------------------------------------- |
| 6.                                                | "Judas" (Thomas Gold phối lại) (Bài hát được thêm vào phiên bản iTunes tại Hoa Kỳ) | Lady Gaga, RedOne                                 | Gold                                              | 5:32                                              |

Chú ý
- "Yoü and I" có chứa một số yếu tố của "We Will Rock You" được thu âm bởi nhóm nhạc Queen và được sáng tác bởi Brian May.
- (*) Ký hiệu này dùng để đề cập đến vấn đề đồng sản xuất

## Bảng xếp hạng và chứng nhận doanh số
| Bảng xếp hạng (2011)                | Vị trí cao nhất |
| ----------------------------------- | --------------- |
| Argentinian Albums Chart            | 1               |
| Australian Albums Chart             | 1               |
| Austrian Albums Chart               | 1               |
| Belgian Albums Chart (Flanders)     | 1               |
| Belgian Albums Chart (Wallonia)     | 1               |
| Canadian Albums Chart               | 1               |
| Croatian International Albums Chart | 1               |
| Czech Albums Chart                  | 1               |
| Danish Albums Chart                 | 1               |
| Dutch Albums Chart                  | 5               |
| Finnish Albums Chart                | 2               |
| French Albums Chart                 | 1               |
| German Albums Chart                 | 1               |
| Greek Albums Chart                  | 1               |
| Hungarian Albums Chart              | 1               |
| Irish Albums Chart                  | 1               |
| Italian Albums Chart                | 1               |
| Japanese Albums Chart               | 1               |
| Mexican Albums Chart                | 1               |
| New Zealand Albums Chart            | 1               |
| Norwegian Albums Chart              | 1               |
| Polish Albums Chart                 | 3               |
| Portuguese Albums Chart             | 1               |
| Russian Albums Chart                | 1               |
| Scottish Albums Chart               | 1               |
| Slovenian Albums Chart              | 1               |
| Spanish Albums Chart                | 2               |
| Swedish Albums Chart                | 1               |
| Swiss Albums Chart                  | 1               |
| Taiwanese Albums Chart              | 1               |
| UK Albums Chart                     | 1               |
| US Billboard 200                    | 1               |
| US Dance/Electronic Albums          | 1               |

| Quốc gia    | Chứng nhận   |
| ----------- | ------------ |
| Úc          | 2× Bạch kim  |
| Bỉ          | Bạch kim     |
| Brasil      | 2× Bạch kim  |
| Canada      | 3× Bạch kim  |
| Đan Mạch    | Vàng         |
| Châu Âu     | Bạch kim     |
| Phần Lan    | Vàng         |
| Đức         | Bạch kim     |
| Hungary     | Vàng         |
| Ý           | Bạch kim     |
| Nhật Bản    | 3× Bạch kim  |
| México      | Bạch kim     |
| New Zealand | Bạch kim     |
| Ba Lan      | Bạch kim     |
| Nga         | 4× Bạch kim  |
| Tây Ban Nha | Vàng         |
| Thụy Sĩ     | Bạch kim     |
| Đài Loan    | 10× Bạch kim |
| Anh Quốc    | Bạch kim     |
| Hoa Kỳ      | 2× Bạch kim  |

| Bảng xếp hạng (2011)            | Vị trí |
| ------------------------------- | ------ |
| Australian Albums Chart         | 6      |
| Austrian Albums Chart           | 15     |
| Belgian Albums Chart (Flanders) | 23     |
| Belgian Albums Chart (Wallonia) | 13     |
| Canadian Albums Chart           | 3      |
| Danish Albums Chart             | 38     |
| Dutch Albums Chart              | 40     |
| French Albums Chart             | 13     |
| German Albums Chart             | 17     |
| Irish Albums Chart              | 17     |
| Italian Albums Chart            | 21     |
| Japanese Albums Chart           | 4      |
| Mexican Albums Chart            | 13     |
| New Zealand Albums Chart        | 3      |
| Polish Albums Chart             | 33     |
| Spanish Albums Chart            | 23     |
| Swedish Albums Chart            | 14     |
| Swiss Albums Chart              | 10     |
| UK Albums Chart                 | 7      |
| US Billboard 200                | 3      |
| US Dance/Electronic Albums      | 1      |

## Born This Way The Tenth Anniversary
Born This Way The Tenth Anniversary, hay còn được nhắc đến như Born This Way Reimagined, là tái bản của album phòng thu thứ 2 của ca sĩ người Mỹ Lady Gaga, Born This Way (2011). Phát hành vào ngày 25 tháng 6, 2021 bởi Interscope, nó bao gồm "sáu bài hát của album gốc được tưởng tượng lại bởi những nghệ sĩ đại diện và ủng hộ cộng đồng LGBTQIA+."

### Bối cảnh và phát hành
Ngày 28 tháng 5, 2021, năm ngày sau kỉ niệm 10 năm ra mắt album gốc, Gaga giới thiệu Born This Way The Tenth Anniversary, được ra mắt vào ngày 25 tháng 6 cùng năm. Trước đó cô ấy thông báo tái bản album này sẽ ra mắt vào ngày 18 tháng 6, 2021, tuy nhiên, nó đã bị dời ngày phát hành trễ hơn 1 tuần so với ban đầu mà không rõ nguyên nhân. Album bao gồm 1 đĩa với 14 bài hát từ bản album nguyên gốc và đĩa thứ 2 với 6 bản hát lại từ các nghệ sĩ ủng hộ và đại diện cho cộng đồng LGBT. Bản thể hiện lại của "Judas" bởi rapper người Mỹ Big Freedia được phát hành vào ngày 28 tháng 5, 2021. Các phụ kiện theo chủ đề kỷ niệm 10 năm ra mắt album này cũng được công bố. Ba đĩa đơn nữa được ra mắt nhân dịp phát hành bản kỉ niệm là, "Born This Way" (Bản The Country Road) bởi Orville Peck vào ngày 4 tháng 6, và "Marry the Night" bởi Kylie Minogue vào ngày 11 tháng 6, và "The Edge of Glory" bởi Years & Years vào ngày 22 tháng 6. Vào ngày 8 tháng 6, thương hiệu mỹ phẩm của Gaga, Haus Laboratories, ra mắt Bad Kid Vault, một bộ hộp trang điểm 16 cái đươhc bán giới hạn.

### Tiếp nhận chuyên môn
| Đánh giá chuyên môn | Đánh giá chuyên môn |
| Nguồn đánh giá      | Nguồn đánh giá      |
| Nguồn               | Đánh giá            |
| ------------------- | ------------------- |
| Pitchfork           | 7.9/10              |

Cây viết từ Pitchfork, Owen Myers đã tán dương album và cho con điểm là 7.9 trên 10. Anh ấy gọi nó là "một sự linh hoạt khổng lồ, dũng cảm trong nhạc pop điện tử", trong khi nói rằng "trong album hay nhất từ trước đến giờ của cô ấy, Gaga thắt chặt từng câu hook của bài hát vào từng thớ thịt của lồng ngực cô ấy, với nỗi đau cá nhân được biến thành những tuyên ngôn sẵn sàng cho tấm biển. Cô ấy hát như thể đang thực hiện một giao ước đẫm máu." "

### Danh sách bài hát
CD và bản nhạc số có 14 bài hát từ album gốc, trong khi đó bản đĩa than có chứa 17 bài hát từ bản đặc biệt của album trước đó.
| Born This Way The Tenth Anniversary – Đĩa 2 | Born This Way The Tenth Anniversary – Đĩa 2                                                                    | Born This Way The Tenth Anniversary – Đĩa 2 | Born This Way The Tenth Anniversary – Đĩa 2 | Born This Way The Tenth Anniversary – Đĩa 2 |
| STT                                         | Nhan đề | Sáng tác                                    | Sản xuất                                    | Thời lượng                                  |
| ------------------------------------------- | --- | ------------------------------------------- | ------------------------------------------- | ------------------------------------------- |
| 15.                                         | "Marry the Night" (trình bày bởi Kylie Minogue)                                                                | Gaga Garibay                                | Biff Stannard Duck Blackwell                | 4:39                                        |
| 16.                                         | "Judas" (trình bày bởi Big Freedia)                                                                            | Gaga RedOne                                 | Gold Glove Boyfriend                        | 4:07                                        |
| 17.                                         | "Highway Unicorn (Road to Love)" (trình bày bởi The Highwomen featuring Brittney Spencer and Madeline Edwards) | Gaga Garibay Blair Lee                      | Lawrence Rothman                            | 3:35                                        |
| 18.                                         | "You and I" (trình bày bởi Ben Platt)                                                                          | Gaga                                        | Michael Pollack Gian Stone                  | 4:42                                        |
| 19.                                         | "The Edge of Glory" (trình bày bởi Years & Years)                                                              | Gaga Garibay Blair                          | Mark Ralph                                  | 3:59                                        |
| 20.                                         | "Born This Way" ((Bản The Country Road) (trình bày bởi Orville Peck)                                           | Gaga Laursen Garibay Blair                  | Orville Peck Christopher Stracey            | 4:18                                        |
| Tổng thời lượng:                            | Tổng thời lượng:                                                                                               | Tổng thời lượng:                            | Tổng thời lượng:                            | 60:26                                       |

## Lịch sử phát hành
| Quốc gia | Ngày phát hành      | Định dạng       | Nhãn hiệu                        | Phiên bản                        |
| -------- | ------------------- | --------------- | -------------------------------- | -------------------------------- |
| Thế giới | 23 tháng 5 năm 2011 | CD, tải nhạc số | Interscope, Kon Live, Streamline | Bản tiêu chuẩn, cao cấp          |
| Hoa Kỳ   | 7 tháng 6 năm 2011  | Vinyl LP        | Interscope, Kon Live, Streamline | Bộ sưu tập dành cho người hâm mộ |
| Hoa Kỳ   | 30 tháng 8 năm 2011 | Vinyl LP        | Interscope, Kon Live, Streamline | Ấn bản người sưu tập có giới hạn |